# Gutta (album)
Gutta - debiutancki album amerykańskiego rapera Ace Hooda. Został wydany w listopadzie 2008 roku. Pierwszym singlem promującym płytę był utwór "Cash Flow" z udziałem T-Paina i Rick Rossa, natomiast drugim został "Ride", gościnnie wystąpił Trey Songz. Kompozycja zadebiutowała na 36. miejscu notowania Billboard 200, ze sprzedażą 24.700 egzemplarzy w pierwszym tygodniu.

## Lista utworów
1. "I Don't Give A Fuck
2. "Can't Stop" (Feat. Akon)
3. "Get Em Up
4. "Gutta" (Feat. Trick Daddy)
5. "Guns High" (Feat. Rock City)
6. "Cash Flow" (Feat. T-Pain & Rick Ross)
7. "Ride" (Feat. Trey Songz)
8. "Fed Bound
9. "Stressin" (Feat. Plies)
10. "Money Ova Here
11. "Can't See Yall" (Feat. Brisco)
12. "Get Him
13. "Call Me" (Feat. Lloyd)
14. "Ghetto" (Feat. Dre)
15. "Top Of The World"
16. "Ride (Remix)" (Feat. Trey Songz, Rick Ross & Juelz Santana)

## Notowania
| Notowanie (2008)                      | Najwyższa pozycja |
| ------------------------------------- | ----------------- |
| U.S. Billboard 200                    | 36                |
| U.S. Billboard Top R&B/Hip-Hop Albums | 5                 |
| U.S. Billboard Top Rap Albums         | 2                 |